# Alfred Kärcher
Alfred Kärcher (* 27. März 1901 in Cannstatt; † 17. September 1959 in Winnenden) war ein deutscher Ingenieur, Unternehmer und Gründer der Alfred Kärcher SE & Co. KG.

## Leben
Alfred Kärcher war das dritte von vier Kindern von Johanna und Emil Kärcher und wuchs in Cannstatt – heute ein Stadtteil von Stuttgart – auf. Sein Vater betrieb seit 1904 einen Verkauf für technische Artikel. Nach dem Besuch des Reformrealgymnasiums studierte er an der Technischen Hochschule Stuttgart Maschinenbau und Elektrotechnik. Als Student schloss er sich der Burschenschaft Alemannia Stuttgart an, deren Nachkriegs-Wiederbegründung er aber nicht mehr beitrat.
Nach dem Abschluss des Studiums 1924 arbeitete er im Betrieb seines Vaters, wo er Großkoch-, Wäscherei- und Wassergewinnungsanlagen plante und vertrieb. Er konstruierte bald eigene Geräte, darunter Tauchheizkörper und Tiegelöfen für den industriellen Absatz. Seine Innenheizung für Salzbadöfen wurde der erste große Erfolg, bis 1945 verkaufte er 1.200 Stück vor allem in die Luftfahrtindustrie.
1934 beauftragte ihn die Lufthansa mit dem Bau einer Vorrichtung zum Anwärmen von Motoren. 1935 gründete er die Alfred Kärcher Kommanditgesellschaft und erstellte den Heißluftbläser MOWÄB A, 1936 den Nachfolger MOWÄB B. Das Produkt wurde ein Erfolg, das Reichsluftfahrtministerium bestellte 120 Stück. Kärcher beschloss daraufhin, sich auf dieses Gerät zu beschränken und verkaufte seine Patente für die Heizung von Salzbadöfen an die Siebert GmbH in Hanau (eine Tochter der Degussa). Von dem Erlös kaufte er ein Fabrikgebäude in Winnenden, wohin er 1939 mit seinen inzwischen 120 Mitarbeitern umzog. Mit dem Beginn des Zweiten Weltkriegs wechselte der Fokus auf die Herstellung von Rüstungsgütern.
Nach 1945 wurde die Produktion mit etwa 40 Mitarbeitern auf dringend benötigte Öfen und Handwagen umgestellt, später wurden auch beheizbare Betonverschalungen und Frischluftheizgeräte für die Bauindustrie hergestellt. Das Entnazifizierungsverfahren von Kärcher wurde von der Spruchkammer Waiblingen durchgeführt. Sein Unternehmen wuchs bis 1948 wieder auf 141 Mitarbeiter an. 1950 konstruierte und verkaufte Kärcher den ersten europäischen Heißwasser-Hochdruckreiniger KW 350, der ein durchschlagender Erfolg wurde. Das Funktionsprinzip hatte Kärcher von amerikanischen Geräten übernommen, die er im Auftrag der alliierten Besatzer reparierte.
1949 heiratete Kärcher Irene Herzog. Er hatte einen Sohn und eine Tochter. 1959 starb Alfred Kärcher nach einem Herzinfarkt in seinem Betrieb.